# Lommasjö (Älekulla socken, Västergötland)
Lommasjö är en sjö i Marks kommun i Västergötland och ingår i Viskans huvudavrinningsområde.